# Kirtachi
Kirtachi (englische Schreibweise: Kirtashi, deutsch veraltet: Kirotaschi) ist eine Landgemeinde im Departement Kollo in Niger.

## Geographie
Kirtachi liegt am Fluss Niger. Die Nachbargemeinden sind Kouré im Norden, Fakara, Fabidji und Falmey im Osten sowie Say und Tamou im Westen. Südlich von Kirtachi erstreckt sich die Weltnaturerbestätte Nationalpark W.
Bei den Siedlungen im Gemeindegebiet handelt es sich um 36 Dörfer, 68 Weiler und 25 Lager. Der Hauptort der Landgemeinde ist Kirtachi, bestehend aus den Dörfern Kirtachi Seybou und Kirtachi Zéno. Die lehmigen Sedimente beim am Fluss gelegenen Hauptort sind mit ein bis drei Meter hohen Sanddünen bedeckt, die durch saisonal geflutete Seitenarme unterbrochen werden.
Die südliche Hälfte der Gemeinde ist Teil der Großlandschaft Sudan, während die nördliche Hälfte zur Übergangszone zwischen Sudan und Sahel gerechnet wird. Die Jagdzone von Kirtachi ist eines der von der staatlichen Generaldirektion für Umwelt, Wasser und Forstwirtschaft festgelegten offiziellen Jagdreviere Nigers. Der Süden der Gemeinde gehört zum Dosso-Reservat, einem 306.500 Hektar großen Naturschutzgebiet, das 1962 als Pufferzone zum Nationalpark W eingerichtet wurde.

## Geschichte

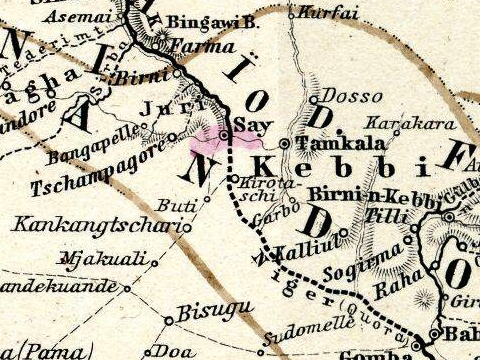
Kirtachi („Kirotaschi“) in Stielers Hand-Atlas (1891)

Kirtachi wurde Anfang des 19. Jahrhunderts von einem Zarma namens Afoda gegründet. Der Name Kirtachi ist eine Zusammensetzung aus den Wörtern kiro, das „Vogel“ bedeutet, und tachi, das mit „Sandbank“ oder „Sanddüne“ übersetzt werden kann.
Im Jahr 1895 stieß in Kirtachi Ernst von Carnap-Quernheimb, der im Wettlauf um Afrika von Süden kommend die Einflusssphäre des Deutschen Reiches erweitern sollte, auf Georges-Joseph Toutée, der im Auftrag Frankreichs unterwegs war. Das deutsche Vordringen in dieser Region Afrikas wurde damit aufgehalten. Frankreich richtete 1903 in Kirtachi einen Militärstützpunkt ein, der sich zuvor in der unsicheren Grenzstadt Gaya befunden hatte. Kirtachi bot den Franzosen eine vorteilhafte Lage, um den Karawanenhandel aus Say zu überwachen. Die 374 Kilometer lange Piste von Gaya über Niamey nach Tillabéri, die durch Kirtachi führte, galt in den 1920er Jahren als einer der Hauptverkehrswege in der damaligen französischen Kolonie Niger.
In der ersten Hälfte des 20. Jahrhunderts kam es im Dorf Kirtachi Zéno zu einem Streit zwischen zwei Brüdern, woraufhin der jüngere den Ort verließ und das Dorf Kirtachi Seybou gründete. Die Landgemeinde Kirtachi ging 2002 bei einer landesweiten Verwaltungsreform aus dem Kanton Kirtachi hervor.

## Bevölkerung
Bei der Volkszählung 2012 hatte die Landgemeinde 39.693 Einwohner, die in 90 Haushalten lebten. Bei der Volkszählung 2001 betrug die Einwohnerzahl 24.314 in 3.100 Haushalten.
Im Hauptort lebten bei der Volkszählung 2012 4.630 Einwohner in 693 Haushalten, bei der Volkszählung 2001 4.473 in 567 Haushalten und bei der Volkszählung 1988 3.082 in 452 Haushalten.
In ethnischer Hinsicht ist die Gemeinde ein Siedlungsgebiet von Zarma und Fulbe.

## Politik
Der Gemeinderat (conseil municipal) hat 13 gewählte Mitglieder. Mit den Kommunalwahlen 2020 sind die Sitze im Gemeinderat wie folgt verteilt: 6 UNI, 4 MODEN-FA Lumana Africa, 2 MNSD-Nassara und 1 PNDS-Tarayya.
Jeweils ein traditioneller Ortsvorsteher (chef traditionnel) steht an der Spitze von 30 Dörfern in der Gemeinde.

## Wirtschaft und Infrastruktur
Die Gemeinde liegt in einer Zone, in der Regenfeldbau betrieben wird. Im Hauptort gibt es einen Markt.
Gesundheitszentren des Typs Centre de Santé Intégré (CSI) sind im Hauptort sowie in den Siedlungen Baban Gatta Barkiré, Korogoungou und Sounga Dossado vorhanden. Der CEG Kirtachi ist eine allgemein bildende Schule der Sekundarstufe des Typs Collège d’Enseignement Général (CEG).
In Kirtachi Seybou endet die aus Niamey kommende und 101,2 Kilometer lange Nationalstraße 31. Das Dorf Kirtachi Zéno ist über die 3,66 Kilometer lange Route 681 mit der Nationalstraße 31 verbunden. Bei beiden Straßen handelt es sich um einfache Landstraßen.